# Жантаксай
Жантаксай (каз. Жантақсай) — село в Мактааральском районе Туркестанской области Казахстана. Административный центр Енбекшинского сельского округа. Код КАТО — 514445100.

## Население
В 1999 году население села составляло 515 человек (260 мужчин и 255 женщин). По данным переписи 2009 года, в селе проживало 665 человек (341 мужчина и 324 женщины).